# 音律
音律（おんりつ）とは、音楽に用いる音高の相対的な関係の規定である。楽器の調律では、基準となる特定の音の音高を定め、それから音律に従って他の音の音高を決定する。音高の関係は周波数の比で規定されることが多いが、必要条件ではなく、厳密な数値によって規定されない場合もある。
英語の音楽用語の temperament の訳語として音律が使われる場合があるが必ずしも適切ではない。英語の temperament とは、平均律 (Equal temperament) や、中全音律 (Meantone temperament) など音程の大きさを純正音程からずらす調整を施した音律を指す用語である。したがって純正音程に基づく音律である純正律 (Just intonation) やピタゴラス音律 (Pythagorean tuning) は temperament に該当しない。 

## 西洋音楽の音律の例
- ピタゴラス音律
- 純正律
- 中全音律
- 平均律